# Oxymoron (band)
Oxymoron was een Duitse punkband. De band werd begin jaren 90 opgericht door zanger Sucker, drummer Björn, gitarist Martin en bassist Filzlaus. De band speelde met name oi!-muziek, maar bleef weg van het racisme dat welig tierde in dit genre. De nummers vertellen voornamelijk over kansarme punkjeugd.

## Discografie
Studioalbums
- Fuck the Nineties: Here's Our Noize, 1995
- The Pack Is Back, 1997
- Westworld, 1999
- Feed the Breed, 2001

- Bibliothèque nationale de France: cb14066660x (data)
- Gemeinsame Normdatei: 10289165-5
- International Standard Name Identifier: 0000 0001 0668 9791
- MusicBrainz: d3185799-8767-491e-a055-3d1391bf613d
- Virtual International Authority File: 144499218